# بریگیتا بوکووتس
بریگیتا بوکووتس (انگلیسی: Brigita Bukovec؛ زادهٔ ۲۱ مهٔ ۱۹۷۰) ورزشکار دو و میدانی اهل اسلوونی است.